# Lettergreepwoord
Een lettergreepwoord is een woord dat (meestal als afkorting) ontstaat doordat delen van verschillende bestaande woorden bestemd worden tot lettergrepen in een nieuwe combinatie.
Een lettergreepwoord kan op twee manieren gevormd worden:
- nieuwe woorden kunnen gemaakt worden uit delen van de afzonderlijke woorden, vaak de eerste lettergrepen. Bijvoorbeeld: horeca, BiNaS, doka en COVID-19; dat laatste staat voor coronavirus disease 2019. Vaak worden hiervoor de eerste delen van de woorden gebruikt, maar dat hoeft niet.
- nieuwe woorden kunnen gevormd worden door middel van samentrekking van het eerste en laatste deel (vaak de lettergreep) van twee afzonderlijke woorden, bijvoorbeeld: botel en stagflatie. Dit zijn voorbeelden van porte-manteauwoorden.